# Kingo Miyabe
Kingo Miyabe (japanska: 宮部 金吾, Miyabe Kingo), född  27 april 1860 i Edo, Japan, död 16 mars 1951, var en japansk botaniker och mykolog.
Auktorsnamnet Miyabe kan användas för Kingo Miyabe i samband med ett vetenskapligt namn inom botaniken; se Wikipediaartiklar som länkar till auktorsnamnet.